# 시리아의 가톨릭 교구 목록
시리아의 가톨릭 교구는 그리스-멜키드전례 교구가 총대주교구 1개와 대교구 다섯개이며   마로니트전례 교구가 대교구2개와 교구1개   시리안전례 교구가 대교구 3개   아메리칸전례교구가 교구1개와 총대주교직속대리구 1개  라틴전례 로마가톨릭이 대목구1개가 있다

## 교구

### 그리스-멜키드전례 가톨릭 교구
- 안티오키아총대주교구(Patriarchal See of Antioch)
- 다마스쿠스 대교구(Archdiocese of  Damas)
- 알레포 대교구(Archdiocese of  Aleppe)
- 보스라-하우란 대교구(Archdiocese of  Bosra–Haūrān)
- 홈스 대교구( Archdiocese of   Homs)
- 라타키아 대교구(Archdiocese of  Lattaquié)

### 마로니트전례 가톨릭 교구
- 알레포 대교구(Archdiocese of  Aleppe)
- 다마스쿠스 대교구(Archdiocese of  Damas)
- 라타키아 교구(Diocese of  Lattaquié)

### 시리안전례 가톨릭 교구
- 다마스쿠스 대교구(Archdiocese of  Damas)
- 알레포 대교구(Archdiocese of  Aleppe)
- 하사케-니시비 대교구(Archdiocese of Hassaké–Nisibi)

### 아메리칸전례 가톨릭 교구
- 카미실리에 교구(Diocese of  Kamichlié)
- 총대주교 다마스쿠스대리구(Patriarchal Exarchate of  Damas)

### 라틴전례 로마가톨릭 준교구
- 알레포 대목구(Apostolic Vicariate of Aleppe)